# Javier Klimowicz
Javier Hernán Klimowicz (Quilmes, 10 maart 1977) is een Ecuadoraans profvoetballer die speelt als doelman en werd geboren in Argentinië. Hij speelt sinds 2009 voor de Ecuadoraanse club Club Sport Emelec. Zijn oudere broer Diego (1974) is eveneens profvoetballer.

## Clubcarrière
Klimowicz begon zijn professionele loopbaan in 1998 bij Instituto Atlético Central Córdoba. Hij speelde vervolgens voor Club Blooming, Deportivo Cuenca en Club Sport Emelec. Met Deportivo Cuenca won hij in 2004 de landstitel.

## Interlandcarrière
Onder leiding van bondscoach Luis Fernando Suárez maakte Klimowicz zijn debuut voor Ecuador op 6 juni 2007 in de vriendschappelijke wedstrijd tegen Peru (2-0) in Barcelona, Spanje. Hij speelde in totaal twee interlands voor zijn tweede vaderland.

## Erelijst
Deportivo Quito
- Campeonato Ecuatoriano

2004
 Emelec
- Campeonato Ecuatoriano

2014